# کوندرایتس شلاختسکی
کوندرایتس شلاختسکی (به لهستانی:  Kondrajec Szlachecki) یک روستا در لهستان است که در گمینا گلینویتسک واقع شده‌است.